# Johann Karl Volborth

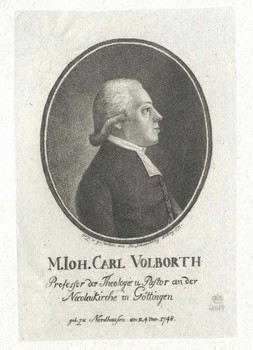
Heinrich Schwenterley: Porträt Joh. Carl Volborth (1791)

Johann Karl Volborth (* 24. November 1748 in Nordhausen; † 29. August 1796 in Gifhorn) war ein deutscher lutherischer Theologe.

## Leben
Seine erste Bildung, besonders in den alten Sprachen, erhielt er in seiner Vaterstadt Nordhausen. Die Familienverhältnisse sind durch mehrere Gelegenheitsschriften aus Anlass der zweiten Eheschließung seines Vaters Erich Philipp Volborth 1753 in Stolberg dokumentiert. 1768 wurde er an der  Universität Göttingen immatrikuliert, wo er Theologie und Philosophie studierte und insbesondere die griechischen und lateinischen Klassiker der Antike las. 1772 übernahm er eine Hofmeisterstelle in Hannover, ging 1776 nach Göttingen zurück, wo er durch Verteidigung seiner Inauguraldissertation de Olympo, Thessaliae monte, Deorum sede die Magisterwürde erlangte.
Im nächsten Jahr war er Repetent der theologischen Fakultät und 1778 Prediger an der Nikolaikirche in Göttingen. Nachdem er 1786 außerordentlicher Professor der Theologie geworden war, promovierte er 1791 mit dem Thema de animi suspicacis natura, fontibus, effectibus et indignitate, respectu inprimis ad doctrinam christianam habito zum Doktor der Theologie. 1792 ging er als Superintendent an die St.-Nicolai-Kirche im lüneburgischen Gifhorn; dieses Amt übte er bis zu seinem Tod aus.

## Wirken
Volborth hielt streng an dem orthodoxen lutherischen Lehrbegriff der evangelischen Kirche fest, wie er besonders aus seiner 1786 erschienene Schrift Vindiciis orthodoxiae a saeculi nostri criminationibus hervorgeht. Seine Werke zeigen gründliche theologische und philologische Kenntnisse. In Gelehrtenkreisen wurde er durch eine neue, mit theologisch-philologischen Anmerkungen begleitete Ausgabe von Gotthilf Traugott Zachariaes paraphrastischer Erklärung der Briefe an die Korinther und durch die Fortsetzung der von jenem Gelehrten herausgegebenen biblischen Theologie. Seine Übersetzungen der zwölf kleinen Propheten (1783), des Ezechiel (1787), des Daniel (1788) und des Jeremias (1795), begleitete er mit kurzen Anmerkungen für unstudierte Leser.
Für den Elementarunterricht schrieb er 1789 ein Kompendium über die christlichen Altertümer und 1790 ein ähnliches Lehrbuch der theologischen Polemik. Die Resultate seiner Sprachforschungen finden sich in seiner neuen philologischen Bibliothek, in vier Bänden 1777 bis 1778 herausgegeben. Dieser Sammlung ließ er noch 1779 eine dreibändige Bibliotheca philologica und eine zweibändige Nova Bibliotheca philologica et critica folgen. Als Kanzelredner zeigte er sich in seinen 1791 erschienenen „christlichen Predigten über die evangelischen Texte“ und 1793 in den „epistolischen Predigten ...“. Der zuletzt genannten Sammlung fügte er auch mehrere Kasualpredigten hinzu.

## Veröffentlichungen
- In obitum Munchhusii Ode, nomine Seminarii philol. reg. Göttingen 1770.
- Elogium J. C. Hakii, Rectoris nuper Nordhusani. Frankenhausen 1772.
- Ode an den König, am Geburtstage. Hannover 1772.
- Diss, inaug. dø Olympo, Thessaliae monte, Deorum sede. Göttingen 1776.
- Lobschrift auf L. Rhodemann, eine Vorlesung in der Königl. Deutschen Gesellschaft in Göttingen bei der Aufnahme in dieselbe gehalten den 16. März 1776. Göttingen 1776.
- Nova Chresiomathia tragica graeco-latina. Göttingen 1776.
- Ueber die innere Klarheit der christlichen Religion, aus dem Englischen. Göttingen 1776.
- Progr. super fructu, quem interpres Homeri et Virgilii lectione capere possit. Göttingen  1777.
- Lobschrift auf M. Neander; eine Vorlesung in der Königl. Deutschen Gesellschaft in Göttingen gehalten am 14. September 1776, und mit historischen Beilagen begleitet. Göttingen 1776.
- Chrestomathia comica graeco-latina. Göttingen 1776.
- Progr. Academiae Latinae publice apertae descriptio. Göttingen 1776.
- Lateinische Cantate, die 1777 in straßburg be idem Leichenbegängniß des Grafen Moritz von Sachsen aufgeführt wurde . . . 1777.
- Das Gedicht, welches die Lutheraner in Duderstadt den dort anwesenden Churfürsten von Mainz überreichten, um ihn um die Erbauung einer Kirche zu bitten . . . . 1777.
- Neue philologische Bibliothek. Leipzig 1777–1781 4. Bände; Inhaltserschließung adw-goe.de
- Bibliotheca philologica. Leipzig 1779–1781, 3 Bände.
- Commentatio theologico-exegetica de sacrificio farreo Hebraeorum, cum  similibus  aliarum  gentium ritibus comparato. Göttingen 1780.
- Nova Bibliotheca philologica et critica. Fasc. I et II. Göttingen 1782–1783.
- Die zwölf kleinen Propheten, auf’s neue aus dem Hebräischen übersetzt, und mit kuzen Anmerkungen für unstudierte Leser begleitet. Göttingen 1783.
- D. G. T. Zachariä parahrastische Erklärung der beiden Briefe an die Corinthier. 1. Teil: Göttingen 1784, 2. Teil: Göttingen 1785; archive.org.
- Vindiciae orthodoxiae a saeculi nostri criminationibus. Göttingen  1785.
- Progr. de censu Quirini ad Luc. 2, 1. 2. Göttingen 1785.
- Christliche Predigten. Göttingen 1786.
- Progr. interpretatio locorum Johannis; in quibus Spiritus Sanctus . . . vocatur. Göttingen 1786.
- Zachariae biblische Theologie. 1. Teil. 3. von ihm vermehrte Ausgabe. Göttingen und Leipzig 1786 (den 5. Teil dieses Werks arbeitete er nach Zachariaes Tod ganz aus und vollendete damit das Werk).
- Predigt von der gnädigen und wohlthätigen Aufsicht Gottes über die hohe Schule zu Göttingen. Göttingen 1787.
- Erklärung des Propheten Hoseas. 1.Abtheilung. Göttingen 1787,; archive.org.
- Ezechiel, aufs neue aus dem Hebräischen übersetzt und mit kurzen Anmerkungen für unstudirte Leser begleitet. Göttingen 1787.
- Daniel, aufs neue aus dem Hebräisch-Chaldäischen übersetzt, und mit kurzen Anmerkungen für unstudirte Leser und Nichttheologen begleitet. Hannover 1788.
- Progr. in quo inquiritur in causis, cur Josephus caedem puerorum Bethlehemiticorum Matth. 2, 16, narratam, silentio praeterierit. Göttingen 1788.
- Primae Lineae Grammaticae Hebraeae in usum tironum ductae. Göttingen 1788.
- Neue Sammlung von Predigten. Gotha 1789.
- Primae Lineae Antiquitatis Christianae, in usum tironum ductae. Göttingen 1789.
- Primae Lineae theplogiae historico-polemicae, in usum tironum ductae. Göttingen 1790.
- Progr. de discipulis Christi per gradus ad dignitatem et potentiam Apostolicam evectis. Göttingen 1790.
- Christliche Predigten über die Evangelischen Texte aller Sonn- und Festtage, auch über die Texte an den öffentlichen Bußtagen des ganzen Jahres. Nebst einem Anhange von fünf Predigten. Göttingen 1791; archive.org,
- Diss. inaug. de animi suspicacis natura, fontibus, effectibus et indignitate, respectu imprimis ad doctrinam Christianam habito. Göttingen 1791.
- Progr. Spicilegium observationum post viros doctos in veterum de Campo Elyseo seu de Insulis beatorum sententias. Göttingen 1791.
- Super vario coronae sacerdotalis apud ecclesiasticos antiquos scriptores usu et significatu, pauca disputat simulque viris summe ac plurimum venerandis Ministerii eccleliastici Goettingensis membris, collegis et amicis conjurictissimis Vale dicit. Göttingen 1792.
- Rechenschaft eines christlichen Lehrers an seine Gemeinde; eine Abschiedspredigt. Göttingen 1792.
- Christliche Predigten über die Epistolischen Texte aller Sonn- und Festtage, auch über Texte an den öffentlichen Buss- und Bettagen, nebst einem Anhange von elf Predigten und Reden, welche bey ausserordentlichen Gelegenheiten sind, gehalten worden. Göttingen 1793.
- Epistola pastoralis ad Clerum Dioeceseos Gifhorniensis maiorem, in qua, quantum Theologi intersit, nosse penitius Homerum, paucis disputatur. Göttingen 1793.
- Jeremias, aufs neue aus dem Hebräischen übersetzt, und mit kurzen Anmerkungen für unstudirte Leser, oder solche, die keine Theologen sind. Celle 1795.